# Correspondance des Arts
Correspondance des Arts – polska grupa artystyczna powstała w Łodzi w 1980.
Tworzyli ją: Andrzej Graczykowski – grafik i malarz, Igor Podolczak – grafik i malarz, Zbigniew Janeczek – grafik, Zdzisław Jaskuła – poeta i Janusz Paweł Tryzno – grafik i fotograf.
W latach 1981–1985 grupa wydała siedem unikatowych bibliofilskich książek ilustrowanych oryginalnymi grafikami. Po roku 1990 tradycje grupy przejęła Fundacja Correspondance des Arts oraz Muzeum Książki Artystycznej – obie instytucje z siedzibą przy ul. Tymienieckiego 24 w Łodzi.